# Christian Herrmann (Bibliothekar)
Christian Herrmann (* 13. Dezember 1966 in Mannheim) ist ein deutscher evangelischer Theologe und Bibliothekar.

## Leben und Wirken
Christian Herrmann studierte Evangelische Theologie an der Universität Erlangen-Nürnberg. Nach seinem ersten theologischen Examen 1993 arbeitete er bis 1995 als wissenschaftliche Hilfskraft am dortigen Lehrstuhl für Systematische Theologie II und promovierte im Jahre 1996. Nach kurzer Tätigkeit als wissenschaftlicher Mitarbeiter an der Johann-Gerhard-Forschungsstelle der Universität Heidelberg trat er 1996 als Bibliotheksreferendar an der Universitätsbibliothek Tübingen in die Ausbildung für den wissenschaftlichen Bibliotheksdienst ein und legte die Fachprüfung hierfür 1998 an der Bibliotheksschule Frankfurt/M. ab. Von 1998 bis 2011 war Herrmann dann an der Universitätsbibliothek Tübingen als Fachreferent für Theologie, vor allem aber an der Erarbeitung der Fachbibliographie „Index Theologicus“ tätig. 2011 wechselte er an die Württembergische Landesbibliothek. Dort leitet er die Abteilung für Historische Sammlungen, Alte und Wertvolle Drucke einschließlich der sehr umfangreichen Bibelsammlung und ist außerdem neben Aufgaben im Fachreferat wissenschaftlicher Leiter im Bereich der Digitalisierung.
Herrmann veröffentlicht zahlreiche Arbeiten aus dem Bereich der Systematischen Theologie, der Literaturversorgung im Fach Theologie und über die historischen Bestände der Württembergischen Landesbibliothek.

## Veröffentlichungen (Auswahl)
Monographien
- Unsterblichkeit der Seele durch Auferstehung. Studien zu den anthropologischen Implikationen der Eschatologie (= Forschungen zur systematischen und ökumenischen Theologie, Bd. 83). Vandenhoeck & Ruprecht, Göttingen 1997, ISBN 3-525-56290-X.
- Gott und Politik. Eine Einführung in politische Ethik (= Reihe systematisch-theologische Monografien, Bd. 23). SCM R. Brockhaus, Witten 2009, ISBN 978-3-417-29556-6.

Herausgeber und Mitautor
- Festhalten am Bekenntnis der Hoffnung. Festgabe für Professor Dr. Reinhard Slenczka zum 70. Geburtstag. Martin-Luther-Verlag, Erlangen 2001, ISBN 3-87513-126-6.

- Wahrheit und Erfahrung – Themenbuch zur systematischen Theologie. Drei Bände (= Reihe systemisch-theologische Monografien, Bde. 11, 13 u. 18). SCM R. Brockhaus, Witten 2004–2006.
- Rechenschaft des Glaubens. Festschrift für Rolf Hille zum 60. Geburtstag. Brockhaus, Wuppertal 2007, ISBN 3-417-29023-6.
- Leben zur Ehre Gottes. Themenbuch zur christlichen Ethik. Zwei Bände. SCM R. Brockhaus, Witten 2010/2012.
- (mit Rolf Hille): Verantwortlich glauben. Ein Themenbuch zur christlichen Apologetik. VTR Verlag für Theologie und Religionswissenschaft, Nürnberg 2016, ISBN 3-95776-055-0.
- Bildfromm? Die Bibel in Bildern. Thorbecke, Ostfildern 2022, ISBN 978-3-7995-1573-3.
- Bücherleben. Bücher erzählen ihre Geschichte. Württembergische Landesbibliothek, Stuttgart 2022, ISBN 978-3-88282-081-2.
- Heimat im Himmel und auf Erden. Theologisch-philosophische Aspekte der Heimatliebe. VTR Verlag für Theologie und Religionswissenschaft, Nürnberg 2022, ISBN 978-3-95776-156-9.
- Gottes Wort für alle Welt!? Bibeln und Mission im kolonialen Kontext. Thorbecke, Ostfildern 2025, ISBN 978-3-7995-2102-4.

Aufsätze
- Schriftauslegung als Lebensvollzug. Erwägungen zum Schriftgebrauch in Anlehnung an Johann Gerhard. In: Kerygma und Dogma, Bd. 43 (1997), S. 164–183.
- Schöpfung als Herrschaftsakt. Überlegungen zur Bedeutung der annihilatio mundi im Anschluß an Johann Gerhard. In: Kerygma und Dogma, Bd. 44 (1998), S. 123–144.
- Toleranz als Kampfbegriff. Überlegungen zum theologischen Sinn und Mißbrauch des Toleranzbegriffs. In: Jahrbuch für evangelikale Theologie, Bd. 14 (2000), S. 75–112.
- Deontologische Theologie. Erwägungen zur Verantwortungsethik in lutherischer Perspektive. In: Lutherische Beiträge, Bd. 6 (2001), S. 155–178.
- Gewissheit durch Differenz und Konkretion. Zum Verhältnis von Schöpfung und Erlösung bei Oswald Bayer. In: Theologische Zeitschrift (Basel), Bd. 58 (2002), S. 114–139.
- Qualifizierte Literaturrecherche. Der „Index theologicus/Zeitschrifteninhaltsdienst Theologie“ als profiliertes Hilfsmittel der theologischen Wissenschaft. In: Theologische Rundschau, Bd. 68 (2003), S. 499–512.
- Politische Ethik der Buße. Christliche Politik und Zweireichelehre am Beispiel von Veit Ludwig von Seckendorff mit einem Ausblick auf die neuere Diskussion. In: Neue Zeitschrift für systematische Theologie und Religionsphilosophie, Bd. 46 (2004), S. 226–263.
- Babylonisches Sprachgewirr oder kulturelles Profil in der Theologie? Beobachtungen zur Sprachverteilung in wissenschaftlichen theologischen Aufsätzen. In: Jahrbuch Kirchliches Buch- und Bibliothekswesen, Bd. 5 (2004), S. 193–212.
- Prolapsarische Schöpfungslehre und Ethik. Zur Systematisierung des Kompromisses in der theologischen Ethik Helmut Thielickes (1908–1986). In: Johann Anselm Steiger (Hrsg.): 500 Jahre Theologie in Hamburg (= Arbeiten zur Kirchengeschichte, Bd. 95). De Gruyter, Berlin 2005, S. 335–359, ISBN 3-11-018529-6.
- Transzendierung und Synthese. Beobachtungen zum Verhältnis von Schöpfung und Erlösung bei Wolfhart Pannenberg. In: Jahrbuch für evangelikale Theologie, Bd. 19 (2005), S. 7–33.
- Effektive Information. Überlegungen zum Konzept des Sondersammelgebietes Theologie / Religionswissenschaft der UB Tübingen. In: Michael Becht (Hrsg.): ZusammenKlang. Festschrift für Albert Raffelt. Herder, Freiburg/Br. 2009, S. 39–50, ISBN 978-3-451-30243-5.
- Tugend als doxologische Erkenntnisweise. Beobachtungen zur Begründung von Ethik bei Jonathan Edwards. In: Jahrbuch für evangelikale Theologie, Bd. 24 (2010), S. 131–151.
- (mit Ingo Rohlfs): DigiTheo – Deutsche Theologie digital. Zu einem Digitalisierungsprojekt der UB Tübingen. In: Bibliotheksdienst, Bd. 45 (2011), S. 259–273 (PDF).
- Das Bild als Gestaltungsraum des Glaubens. Exemplarische Beobachtungen zum Verhältnis von Wort und Bild in Bibelillustrationen. In: Jahrbuch für evangelikale Theologie, Bd. 26 (2012), S. 127–137.
- Unikalität, Regionalbezug, Qualität. Grundlinien des Digitalisierungskonzepts der Württembergischen Landesbibliothek Stuttgart. In: Irmgard Siebert (Hrsg.): Digitalisierung in Regionalbibliotheken (= Zeitschrift für Bibliothekswesen und Bibliographie, Sonderbände, Bd. 107). Klostermann, Frankfurt/M. 2012, S. 323–334, ISBN 3-465-03759-6.
- Der Herrscher als geistliche Säugamme. Aspekte politischer Ethik in Widmungsvorreden von Bibelausgaben. In: Mathias Gaschott (Hrsg.): Vestigia. Aufsätze zur Kirchen- und Landesgeschichte zwischen Rhein und Mosel; gewidmet Bernhard H. Bonkhoff. Bd. 2. Schnell & Steiner, Regensburg 2013, S. 223–238, ISBN 978-3-7954-2725-2.
- Sehen und glauben. Bilder zur Bibel und Bibel in Bildern. In: Im Dialog (Akademie der Diözese Rottenburg-Stuttgart), Bd. 6 (2023), S. 5–33.